# (35773) 1999 JT7
(35773) 1999 JT7 est un astéroïde de la ceinture principale d'astéroïdes découvert en 1999.

## Description
(35773) 1999 JT7 a été découvert le 13 mai 1999 à l'observatoire Palomar, situé au nord de San Diego en Californie, par John Broughton.

### Caractéristiques orbitales
L'orbite de cet astéroïde est caractérisée par un demi-grand axe de 2,30 ua, un périhélie de 1,80 ua, une excentricité de 0,22 et une inclinaison de 1,87° par rapport à l'écliptique. Du fait de ces caractéristiques, à savoir un demi-grand axe compris entre 2 et 3,2 ua et un périhélie supérieur à 1,666 ua, il est classé, selon la JPL Small-Body Database, comme objet de la ceinture principale d'astéroïdes.

### Caractéristiques physiques
(35773) 1999 JT7 a une magnitude absolue (H) de 15,8 et un albédo estimé à 0,300.